# Tetraglochin caespitosum
Tetraglochin caespitosum là loài thực vật có hoa trong họ Hoa hồng. Loài này được Phil. miêu tả khoa học đầu tiên năm 1864.